# Claudio Alonso
Claudio Alonso (n. 10 de mayo de 1970, Bahía Blanca, Provincia de Buenos Aires) es un piloto argentino de automovilismo de velocidad actualmente retirado. Compitió, entre otras categorías, en Turismo Nacional y TC 2000.

## Resultados

### Turismo Competición 2000
| Año  | Equipo             | Auto               | 1     | 2     | 3     | 4     | 5    | 6    | 7     | 8     | 9   | 10  | 11   | 12   | 13    | 14    | 15     | 16     | 17    | 18    | 19     | 20     | 21     | 22     | 23    | 24    | 25    | 26    | 27     | 28     | Res. | Puntos |
| ---- | ------------------ | ------------------ | ----- | ----- | ----- | ----- | ---- | ---- | ----- | ----- | --- | --- | ---- | ---- | ----- | ----- | ------ | ------ | ----- | ----- | ------ | ------ | ------ | ------ | ----- | ----- | ----- | ----- | ------ | ------ | ---- | ------ |
| 1997 |                    |                    | RAF I | RAF I | RC I  | RC I  | POS  | POS  | SJU I | SJU I | PAR | PAR | GR   | GR   | BB I  | BB I  | SJU II | SJU II | RC II | RC II | NDJ    | NDJ    | MZA    | MZA    | BB II | BB II | TRE   | TRE   | RAF II | RAF II | -    | 0      |
| 1997 | Alonso Competición | Volkswagen Pointer | 11    | 11    | 11    | 14    | Ret  | 12   | Ret   | NL    | Ex. | 17  | 15   | 14   | 15    | 13    | 16     | 15     | 22    | 18    | 14     | 14     | 16     | Ret    | 15    | 12    | 16    | NL    | 17     | NL     | -    | 0      |
| 1998 |                    |                    | AG I  | AG I  | MDP I | MDP I | RC I | RC I | SJU I | SJU I | OLA | OLA | GR   | GR   | PAR I | PAR I | BA     | BA     | BB    | BB    | SJU II | SJU II | MDP II | MDP II | RC II | RC II | AG II | AG II | PAR II | PAR II | 22°  | 10     |
| 1998 | Alonso Competición | Volkswagen Pointer | 10    | 14    | 13    | 10    | 18†  | 14   | 10    | 8     | 8   | Ret | 13   | 11   | Ret   | NL    | 9      | 9      | 10    | 11    | 13     | Ret    | 12     | 15     | Ret   | 11    | 18    | 9     | 14     | 8      | 22°  | 10     |
| 1999 |                    |                    | AG I  | AG I  | MDP   | MDP   | POS  | POS  | OLA   | OLA   | RC  | RC  | BA I | BA I | BB    | BB    | TRE    | TRE    | AG II | AG II | GR     | GR     | RAF    | RAF    | PAR   | PAR   | SJO   | SJO   | BA II  | BA II  | 26°  | 4      |
| 1999 | Alonso Competición | Volkswagen Pointer | Ret   | Ret   | 16    | 15    | 14   | 9    | 13    | 11    | 17  | Ret | 13   | 13   | 14    | 10    | 16     | 12     | 14    | 12    | 20     | 13     | 15     | 13     | 12    | 10    | 12    | 13    | 12     | 16     | 26°  | 4      |

#### Clase Light
| Año  | Equipo             | Auto               | 1     | 2     | 3    | 4    | 5   | 6   | 7     | 8     | 9   | 10  | 11 | 12 | 13   | 14   | 15     | 16     | 17    | 18    | 19  | 20  | 21  | 22  | 23    | 24    | 25  | 26  | 27     | 28     | Res. | Puntos |
| ---- | ------------------ | ------------------ | ----- | ----- | ---- | ---- | --- | --- | ----- | ----- | --- | --- | -- | -- | ---- | ---- | ------ | ------ | ----- | ----- | --- | --- | --- | --- | ----- | ----- | --- | --- | ------ | ------ | ---- | ------ |
| 1997 |                    |                    | RAF I | RAF I | RC I | RC I | POS | POS | SJU I | SJU I | PAR | PAR | GR | GR | BB I | BB I | SJU II | SJU II | RC II | RC II | NDJ | NDJ | MZA | MZA | BB II | BB II | TRE | TRE | RAF II | RAF II | 1°   | 345    |
| 1997 | Alonso Competición | Volkswagen Pointer | 1     | 2     | 1    | 1    | Ret | 2   | Ret   | NL    | Ex. | 3   | 3  | 3  | 1    | 1    | 1      | 2      | 6     | 2     | 1   | 1   | 1   | Ret | 1     | 1     | 2   | NL  | 5      | NL     | 1°   | 345    |

#### Copa TC 2000
| Año  | Equipo             | Auto               | 1    | 2    | 3     | 4     | 5    | 6    | 7     | 8     | 9   | 10  | 11   | 12   | 13    | 14    | 15  | 16  | 17    | 18    | 19     | 20     | 21     | 22     | 23    | 24    | 25    | 26    | 27     | 28     | Res. | Puntos |
| ---- | ------------------ | ------------------ | ---- | ---- | ----- | ----- | ---- | ---- | ----- | ----- | --- | --- | ---- | ---- | ----- | ----- | --- | --- | ----- | ----- | ------ | ------ | ------ | ------ | ----- | ----- | ----- | ----- | ------ | ------ | ---- | ------ |
| 1998 |                    |                    | AG I | AG I | MDP I | MDP I | RC I | RC I | SJU I | SJU I | OLA | OLA | GR   | GR   | PAR I | PAR I | BA  | BA  | BB    | BB    | SJU II | SJU II | MDP II | MDP II | RC II | RC II | AG II | AG II | PAR II | PAR II | 2°   | 340    |
| 1998 | Alonso Competición | Volkswagen Pointer | 2    | 2    | 4     | 2     | 5†   | 3    | 2     | 1     | 3   | Ret | 1    | 2    | Ret   | NL    | 1   | 1   | 2     | 1     | 2      | Ret    | 3      | 1      | Ret   | 2     | 7     | 2     | 3      | 2      | 2°   | 340    |
| 1999 |                    |                    | AG I | AG I | MDP   | MDP   | POS  | POS  | OLA   | OLA   | RC  | RC  | BA I | BA I | BB    | BB    | TRE | TRE | AG II | AG II | GR     | GR     | RAF    | RAF    | PAR   | PAR   | SJO   | SJO   | BA II  | BA II  | 1°   | 299    |
| 1999 | Alonso Competición | Volkswagen Pointer | Ret  | Ret  | 2     | 5     | 3    | 2    | 1     | 2     | 5   | Ret | 4    | 5    | 5     | 1     | 4   | 5   | 4     | 2     | 9      | 5      | 4      | 2      | 2     | 1     | 2     | 4     | 3      | 4      | 1°   | 299    |